# Massakren ved Osted
Massakren ved Osted var en massakre på 11 modstandsfolk, der fandt sted på rute 14 ved landsbyen Rorup nær Osted, mellem Roskilde og Ringsted, natten til 9. august 1944. De 11 modstandsfolk var på en transport mod vest, under påskud til Frøslevlejren. Vognen standsede nord for Rorup, og fangerne, der var iført håndjern, blev ført udenfor.
Der findes flere versioner af hændelsesforløbet. Ifølge én version fik de 11 ordre om at træde af "på naturens vegne", hvorefter de alle blev myrdet. En anden version fortæller, at de 11 blev beordret ud af vognen, hvorefter en stikker blandt dem skulle råbe op og opfordre til flugt, når alle var ude. Når folkene løb ud over markerne, blev de angiveligt skudt – officielt betegnet som ”skudt under flugtforsøg”.
De myrdede var:
- Victor Bering Mehl, født 6. februar 1911 (33 år) Tilknyttet: BOPA
- Knud Erik Henning Gyldholm "Freddy", født 9. juli 1914 (30 år) Tilknyttet: BOPA
- Gunnar Mogens Dahl, født 7. maj 1917 (27 år) Tilknyttet: BOPA
- Carl Helmuth Preben Berg Sørensen, født 15. december 1917 (26 år) Tilknyttet: BOPA
- Aksel Jensen, "Otto", født 13. februar 1919 (25 år) Tilknyttet: BOPA
- Jens Jacob Wolf Martens, født 2. januar 1920 (24 år) Tilknyttet: BOPA
- Kai Holger Schiøth, født 12. marts 1921 (23 år) Tilknyttet: Holger Danske ll gruppe nr. 4
- Per Sonne, født 10. april 1921 (23 år) Tilknyttet: Holger Danske ll gruppe nr. 4
- Erik Nyemann, født 6. april 1922 (22 år) Tilknyttet: Holger Danske ll gruppe nr. 4

- Preben Hagelin, født 15. november 1922 (21 år) Tilknyttet: Holger Danske ll gruppe nr. 4
- Eduard Frederik Sommer "Lasse", født 12. december 1922 (21 år)Tilknyttet: Holger Danske ll gruppe nr. 4

Lederen af nedskydningen var den tyske Kriminalrat Erich Bunke. Ved forhørene efter krigen kom det frem, at Bunke ikke alene styrede begivenheden. Han deltog selv i nedskydningen. Derimod var ideen kommet fra Ib Birkedal Hansen, der arbejdede for Gestapo i Danmark. Formentlig i raseri over modstandsbevægelsens likvidering af en dansk politibetjent, Robert Sustmann Ment, som var gået i tjeneste hos det tyske sikkerhedspoliti, havde Birkedal foreslået Bunke at gøre gengæld ved at likvidere nogle modstandsfolk. Mandag aften 7. august 1944 var Ment blevet dræbt med nakkeskud af Søren Levinsen fra BOPA på sporvognslinje 16 på Nørrebrogade ud for Ravnsborggade.
I Gestapos hovedkvarter i København, Shellhuset, blev planen udviklet og opgaverne fordelt. Modstandsfolkene blev udvalgt fra Gestapos lister med fem fra gruppen Holger Danske og seks fra BOPA. De skulle hentes i Vestre Fængsel med besked om, at de skulle overføres til Frøslevlejren ved den dansk-tyske grænse. 20-30 kilometer uden for København skulle transporten gøre holdt og modstandsfolkene have lov til at træde af på naturens vegne. Planen var, at Ib Birkedal Hansen på dansk skulle opfordre frihedskæmperne til at flygte. Så snart de begyndte at løbe, skulle de mejes ned med maskinpistoler.
Drejebogen blev ikke fulgt slavisk. For eksempel var køreturen på 40 km. Den presenningsdækkede lastbil - "prærievogn", som den type blev kaldt - nåede næsten til Rorup, før Erich Bunke kommanderede holdt.
Dagen efter forbrydelsen fandt det danske politi en masse maskinpistolpatroner - samt et armbåndsur, tilhørende Per Sonne - på marken ved siden af vejen. Modstandsfolkene var blevet skudt, så snart de fra lastbilen satte fødderne på jorden.
Efter nedskydningen blev ligene læsset på lastvognen, som returnerede til København. De dræbte modstandsfolk blev lagt i en dynge i Shellhusets kælder. Nogle dage senere blev begravet ved Svanemøllens Kaserne, hvor Mindelunden blev etableret efter befrielsen.
Da nedskydningen blev kendt, reagerede befolkningen med protester og strejker.
Forhørene efter krigen afdækkede, hvem der udførte nedskydningen. Ud over Kriminalrat Erich Bunke og Ib Birkedal Hansen deltog fra dansk side Arvid Waltenstrøm, der først blev dødsdømt og senere benådet; og Walther Rasmussen, der i 1941 meldte sig som frivillig til østfronten, men blev såret flere gange og endte i Gestapos tjeneste i København. Han blev i 2003 lokaliseret i Hamburg. ("At jeg har været med til dét med Bunke...det skammer jeg mig over.") Desuden medvirkede de tyske Gestapo-folk Falkenberg, Käsemodel, Buck, Thomer og Lauterburn.
Da ligene efter krigen blev obduceret, viste det sig, at syv af de 11 var dræbt med nakkeskud. De fire andre havde voldsomme skudlæsioner i brystkassen. Alle var dræbt af skud på klos hold. De 11 modstandsfolk var således ikke skudt under flugtforsøg, som Gestapo påstod.
Hvor nedskydningen fandt sted, blev der i 1947 sat en mindesten. Den står i landevejens højre side ved 39,8 km mærket, når man kommer fra Roskilde. 55°34′59″N 11°59′46″Ø / 55.58294°N 11.99616°Ø.
De 11 blev som nogle af de sidste modstandsfolk opgravet fra Svanemøllens kasernes område i begyndelsen af juli 1945 og bisat i Vor Frue Kirke den 10. juli 1945. Alle 11 modstandsfolk blev den 29. august 1945 genbegravet ved den tidligere Svanemølle Kaserne, nu kaldet Mindelunden, en kirkegård kun for modstandsfolk.